# Калачёв, Тимофей Сергеевич
Тимофе́й Серге́евич Калачёв (бел. Цімафей Сяргеевіч Калачоў; 1 мая 1981, Могилёв, Белорусская ССР, СССР) — белорусский футболист, полузащитник. Тренер. Выступал за сборную Беларуси. Мастер спорта России (2015).

## Биография
Брат Дмитрий (род. 1978) также был футболистом.
В 2000 году начал карьеру в составе могилёвской команды «Днепр-Трансмаш». В 2003 году он перешёл в солигорский «Шахтёр». В составе горняков был признан лучшим игроком чемпионата Беларуси. В 2003 году перебрался в чемпионат Украины, подписал пятилетний контракт с донецким «Шахтёром». Но закрепиться в донецком «Шахтёре» ему не удалось, Тимофей выступал преимущественно за вторую команду дончан.
В 2004 году играл за команду «Ильичевец».
В сезоне 2005 выступал в Первой лиге России за подмосковные «Химки». В сезоне 2006/07 выступал за «Ростов». По итогам сезона 2007 «Ростов» потерял место в элитном дивизионе.
В январе 2008 года перешёл в «Крылья Советов» и провёл там два сезона.
28 января 2010 года вернулся в «Ростов», стал там одним из ключевых игроков. В сезоне-2013/14 забил 6 голов, а также выиграл Кубок России. Получил награду «Жёлто-синее сердце» от болельщиков ФК «Ростов» в 2014 году.
19 мая 2019 года завершил карьеру футболиста.

## Карьера в сборной

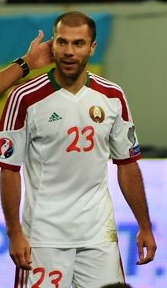
Калачёв в сборной Беларуси

Выступал в составе молодёжной сборной Беларуси на молодежном чемпионате Европы в Германии в 2004 году.
Дебютировал за национальную сборную Беларуси 28 февраля 2006 года в товарищеском матче против Греции.
В декабре 2016 года объявил о завершении карьеры в сборной. Всего за сборную Калачёв сыграл 76 матчей и забил 10 мячей. По количеству матчей входит в пятёрку лидеров в истории сборной.

## Тренерская карьера
В январе 2020 года вернулся в «Ростов» в качестве старшего тренера детско-юношеской команды «Ростов-2004», курировал игроков 15-17 лет.
В июне 2021 года вошел в тренерский штаб «Чайки». В июне 2022 года покинул тренерский штаб. В декабре 2022 года появилась информация, что Калачёв вернётся в «Чайку» в снова в роли ассистента главного тренера в лице Игоря Семшова. Вскоре официально вернулся в тренерский штаб клуба.

## Достижения

### Командные
«Шахтёр» (Донецк)
- Обладатель Кубка Украины: 2003/04

«Химки»
- Финалист Кубка России: 2004/05

«Ростов»
- Обладатель Кубка России: 2013/14
- Серебряный призёр чемпионата России: 2015/16

### Личные
- Лучший игрок чемпионата Беларуси 2003
- Лучший футболист Беларуси (2): 2013[16], 2016[17].